# Cantó d'Angles
El cantó d'Angles és un cantó francès del departament del Tarn, situat al districte de Castres. Té 3 municipis i el cap cantonal és Angles.

## Municipis
- Angles
- La Montelariá
- Las Falhadas

## Història
| Data d'elecció                           | Identitat     | Partit        | Qualitat |
| ---------------------------------------- | ------------- | ------------- | -------- |
| 1985-2004                                | André Cauquil | RPR           |          |
| 2004-                                    | Serge Cazals  | Divers gauche |          |
| les dades anteriors no són pas conegudes |               |               |          |
|                                          |               |               |          |

## Demografia
| 1962  | 1968  | 1975 | 1982 | 1990 | 1999 | 2006 |
| ----- | ----- | ---- | ---- | ---- | ---- | ---- |
| 1.093 | 1.150 | 859  | 799  | 715  | 718  | 690  |